# 環科國際
環科國際集團有限公司，簡稱環科國際集團，以及環科國際，（英語：G-VISION INTERNATIONAL (HOLDINGS) LIMITED，港交所：0657），則在1984年由鄭合輝創立名為「潮州城酒樓」，前身為「潮州城集團有限公司」，而股份則在1992年10月30日於港交所主板上市。
現時業務在香港經營專門提供潮州菜的潮州城酒樓，以及透過全資附屬公司綠科國際集團有限公司製造與銷售環保餐具及包裝用品。總部位於香港尖沙咀東部加連威老道98號東海商業中心1樓101-108室。
主席及總裁為鄭合輝。

## 相關連結
- 鄭合輝家族

## 外部連結
- g-vision.com.hk （页面存档备份，存于）
- capitalfp.com.hk/eng/index.jsp?co=657 （页面存档备份，存于）